# ساگیتوو
ساگیتوو (به لاتین: Sagitovo) یک منطقهٔ مسکونی در روسیه است که در باشقیرستان واقع شده‌است.